# Vómer
El vómer es un hueso de la cara, de forma laminar, cuadrangular, irregular, compacta, impar y mediano. Constituye la parte posterior del tabique nasal, que divide la nariz en fosas nasales izquierda y derecha.

## Caras
Bastante irregularmente planas, las dos caras del vómer están directamente cubiertas por la membrana pituitaria. Presentan algunos surcos, más o menos marcados según los sujetos, en los cuales se alojan vasos y nervios. Uno de estos surcos más largo y ordinariamente más pronunciado que los otros llamado surco vomeriano, se dirige oblicuamente de arriba abajo y de atrás a delante y en él se aloja el nervio nasopalatino.

## Estructura
Está formado, en su totalidad, por hueso compacto. Es frágil, puede fracturarse y desplazarse hacia un lado, provocando desviaciones del tabique nasal.

Posición del vómer en el cráneo. cliquear para hacer girar la imagen.

## Osificación
Resulta este hueso de la fusión de dos láminas paralelas, las cuales son apreciables entre el sexto y séptimo mes de la vida fetal.

## Articulaciones
El vómer se articula con seis huesos:
- Por posterosuperior con el esfenoides
- Por anterosuperior con la lámina perpendicular del etmoides
- Por posteroinferior con los dos palatinos
- Por anteroinferior con los dos Maxilares Superiores

En estado fresco se articula también con el cartílago del tabique nasal por su parte anterior.
.....